# Чэннинг, Кэрол
Кэрол Чэннинг (англ. Carol Channing; 31 января 1921, Сиэтл, Вашингтон — 15 января 2019, Ранчо-Мираж, Калифорния) — американская актриса и певица, обладательница трёх премий «Тони», «Золотого глобуса», а также номинантка на «Оскар».

## Биография
Кэрол Элейн Чэннинг (англ. Carol Elaine Channing) родилась в Сиэтле 31 января 1921 года. Её отец Джордж Чэннинг был журналистом, и вскоре после рождения дочери ему предложили новую работу в издательстве в Сан-Франциско, куда он переехал с семьёй. Перед тем как уехать учиться в колледж Беннингтон штата Вермонт, девушка узнала от матери, что она приёмная дочь. Её реальными родителями оказались негритянка и немецкий иммигрант, проживавшие в штате Джорджия. Приёмная мать рассказала об этом дочери, чтобы та в будущем не была потрясена, если у неё родится темнокожий ребёнок. Кэрол решила скрыть эту информацию, чтобы избежать проблем в становлении своей будущей карьеры.
После окончания колледжа Чэннинг переехала в Нью-Йорк, где в 1941 году началась её театральная карьера. Вскоре она дебютировала и на Бродвее, где в своей первой постановке была дублёром Ив Арден. Успех к ней пришёл в 1949 году, после роли Лорелей Ли в бродвейской постановке «Джентльмены предпочитают блондинок» (по роману Аниты Лус, который наряду с бродвейским спектаклем позднее лёг в основу одноимённого фильма Говарда Хоукса с участием Мэрилин Монро). Именно в этом спектакле в исполнении Чэннинг впервые прозвучала знаменитая песня «Diamonds Are a Girl’s Best Friend» (Бриллианты — лучшие друзья девушек). В 1964 году актриса стала исполнительницей роли Долли Леви в оригинальном бродвейском мюзикле «Хелло, Долли!». В том же году за эту роль она была удостоена премии «Тони» в номинации лучшая актриса в мюзикле. В 1966 году Кэрол Чэннинг за свою работу в театрах Чикаго была удостоена театральной Премии Сары Сиддонс.
В кино Кэрол Чэннинг снималась мало, и за свою кинокарьеру появилась только в пяти фильмах. Наиболее известной картиной с её участием стал мюзикл «Весьма современная Милли» (1967), роль в котором принесла ей номинацию на «Оскар» в категории «лучшей актрисе второго плана» и премию «Золотой глобус» в той же категории. Помимо кино актриса работала на телевидении, где появилась в сериалах «Лодка любви», «Где Уолли?», «Семейка Аддамс» и «Правосудие Берка».
В 1995 году Кэрол Чэннинг была вручена специальная премия «Тони» за Достижения всей жизни. Сан-Франциско провозгласил 25 февраля 2002 года Днём Кэрол Чэннинг за её активное участие в движении за права сексуальных меньшинств.
Кэрол Чэннинг четыре раза была замужем. За последнего мужа, Гарри Куллиджиана, она вышла в 2003 году. Скончалась во вторник 15 января 2019 года в 12:31 в своём доме в Ранчо-Мираж, Калифорния.

## Награды
- «Тони» 1964 — «Лучшая актриса в мюзикле» («Хелло, Долли!»)
- «Золотой глобус» 1967 — «Лучшая актриса второго плана» («Весьма современная Милли»)